# محمد صفاری آشتیانی
محمد صفاری آشتیانی انقلابیِ مارکسیست و یکی از رهبران و فرماندهان (پس از امیرپرویز پویان) سازمان چریک‌های فدایی خلق ایران بود. او در سال ۱۳۴۶ به عراق رفت و پس از طی دوره‌های عملیات چریکی به ایران بازگشت و کمی بعد در «واقعه سیاهکل» حضور یافت اما از این مصاف جان سالم بدر برد. وی بعدها، در غیاب فرماندهان اولیه، رهبری این سازمان چریکی را برعهده گرفت.

## زندگی‌نامه
محمد صفاری آشتیانی فرزند عبدالحسین در سال ۱۳۱۳ در اراک بدنیا آمد و بعد از اتمام تحصیلات به نیروی هوایی رفت اما در سال ۱۳۳۹ به خاطر تمایلات کمونیستی و هواداری از حزب توده اخراج شد.
او در سال۱۳۴۲ در حالی که دانشجوی حقوق بود بعنوان نماینده دانشجویی برگزیده شد و از طریق عباس مفتاحی که از حلقه احمدزاده بود در حالی جذب گروه پیشتاز شد که خود محفلی را اداره می‌کرد.
صفاری آشتیانی در سال ۱۳۴۶ به اتفاق علی‌اکبر صفایی فراهانی به عراق رفته و پس از طی دوره‌های عملیات چریکی در سال ۱۳۴۹ مخفیانه به ایران بازگشت و کمی بعد در رخداد «سیاهکل» حضور یافت و موفق به فرار از چنگال مأموران شد. وی بعدها در غیاب فرماندهان اولیه سازمان که دستگیر یا کشته شده بودند، رهبری این سازمان چریکی را برعهده گرفت.
محمد صفاری آشتیانی در ۲ مرداد سال ۱۳۵۱ و پس از یک درگیری مسلحانه با نیروهای شهربانی در خیابان سلیمانیه تهران کشته شد.

خبر کشته‌شدن آشتیانی در روزنامه اطلاعات